# (17902) Britbaker
(17902) Britbaker est un astéroïde de la ceinture principale.

## Description
(17902) Britbaker est un astéroïde de la ceinture principale. Il fut découvert le 19 mars 1999 à Socorro (Nouveau-Mexique) par le projet LINEAR. Il présente une orbite caractérisée par un demi-grand axe de 2,32 UA, une excentricité de 0,10 et une inclinaison de 7,6° par rapport à l'écliptique.

## Compléments